# ゴーコン
ゴーコン（ベトナム語：Thành phố Gò Công / 城庯塸䲲?）はティエンザン省にある都市である。

## 概要
7つの坊 (phường)と3の社を有する。
- 第1坊（Phường 1）
- 第2坊（Phường 2）
- ロンチャイン坊（Long Chánh / 隆政）
- ロンホア坊（Long Hòa / 隆和）
- ロンフン坊（Long Hưng / 隆興）
- ロントゥアン坊（Long Thuận / 隆順）
- 第5坊（Phường 5）
- ビンドン社（Bình Đông / 平東）
- ビンスアン社（Bình Xuân / 平春）
- タンチュン社（Tân Trung / 新中）